# کلیکومو، میسوری
کلیکومو (به انگلیسی: Claycomo) یک روستا (ایالات متحده آمریکا) در ایالات متحده آمریکا است که در شهرستان کلی، میزوری واقع شده‌است.
 کلیکومو ۶٫۷۴ کیلومتر مربع مساحت و ۱٬۴۳۰ نفر جمعیت دارد و ۲۴۶ متر بالاتر از سطح دریا واقع شده‌است.